# Pigen og stenen
|  | Denne artikel er oprettet af botten Steenthbot ud fra en ekstern database. Den kan derfor have sproglige fejl eller mangler. Denne skabelon kan fjernes efter kontrol af indholdet. |

Pigen og stenen er en dansk eksperimentalfilm fra 1977 instrueret af Bent Barfod efter eget manuskript.

## Handling
Filmen betegnes af instruktøren som en "novellefilm beregnet til børn fra 8-80 år." Den fortæller historien om en sten, der følger efter en pige, som er på vej til en gård efter æg. Pigen kan ikke slippe af med stenen, og en gren, som hun samler op, tager kampen op for hende. Der opstår voldsomme "kampe", og pigen kommer hjem med færre æg, end hun hentede. Men forsvinder stenen?